# ディミタル・ザプリアノフ
ディミタル・ザプリアノフことディミタル・ランベフ・ザプリャノフ（ブルガリア語: Димитър Ламбев Запрянов、Dimitar Lambev Zapryanov、1960年1月27日 - 2024年7月）は、ブルガリアのスタラ・ザゴラ州出身の柔道選手。階級は95kg超級。身長186cm。体重135kg。

## 人物
1980年モスクワオリンピック95kg超級では伏兵ながら決勝まで進むが、フランスのアンジェロ・パリジに敗れたものの銀メダルを獲得した。1984年ロサンゼルスオリンピックはブルガリアがボイコットしたために出場できなかったが、その実質的な対抗大会としてワルシャワで開催されたフレンドシップ・ゲームズでは95kg超級で2位となった。1985年の世界選手権では3位となった。1988年ソウルオリンピックでは2回戦で斉藤仁に横四方固で敗れた。
2024年7月14日に訃報が発表された。64歳没。

## 主な戦績
（階級表記のない大会は全て95kg超級での成績）
- 1979年 - ヨーロッパジュニア　3位
- 1980年 - モスクワオリンピック　2位
- 1981年 - ヨーロッパ選手権　2位
- 1981年 - ヨーロッパ選手権　無差別　7位
- 1983年 - ハンガリー国際　3位
- 1984年 - ハンガリー国際　2位
- 1984年 - フレンドシップ・ゲームズ　2位
- 1984年 - 世界学生　無差別　2位
- 1985年 - 世界選手権　3位